# Alfred Testot-Ferry
Pour les articles homonymes, voir Ferry.
Alfred Testot-Ferry, né le 8 juin 1914 à Bussières et mort le 6 juillet 1947 à Villacoublay, est un aviateur français. Après une carrière de pilote de chasse dans l'armée française, il fut le premier pilote d'essai français à se tuer après-guerre en France.

## Biographie
Membre de la famille Testot-Ferry, Alfred Testot-Ferry est l'arrière-arrière-petit-fils de Claude Testot-Ferry,  colonel et baron de l'Empire, qui termina sa carrière avec le grade de maréchal de camp, et l'arrière-petit-fils d'Henry Testot-Ferry, archéologue et paléontologue
La famille Testot-Ferry est une famille française originaire de Côte-d'Or, titrée baron d'Empire par décret impérial du 16 mars 1814 et baron héréditaire sous la Restauration par lettres patentes du 27 janvier 1815 du roi Louis XVIII. Titre de baron héréditaire par ordre de primogéniture confirmé par décret impérial du 4 juin 1860,.
Le père d'Alfred, Pierre Testot-Ferry, officier de marine, étant décédé à 39 ans de la tuberculose, Alfred Testot-Ferry est pupille de la Nation puis boursier en pilotage en 1934. C’est alors qu’il fait l’École des officiers de réserve.

### La Seconde Guerre mondiale
En 1940, il s'affirme comme combattant au II/54, spécialiste des missions d'attaque au sol. Sur Breguet 693, il réussit à ramener son avion en mauvais état après avoir été sévèrement touché par la Flak le 6 juin 1940. Titulaire de la croix de guerre avec 4 citations, il est fait chevalier de la Légion d'honneur en juillet 1940.
Démobilisé, il est des premiers cadres de Jeunesse et montagne, mouvement de jeunesse créé pour rassembler les aviateurs et leur éviter le Service du travail obligatoire, la déportation ou l'oisiveté et ainsi les maintenir en forme pour reprendre un jour le combat. Le général Charles de Prémorel écrivait : "Il avait laissé à Beaufort un merveilleux souvenir, il avait un très grand ascendant sur les jeunes et beaucoup de prestige par les attaques au sol effectuées sur Breguet, en opération en 40."[réf. nécessaire]
Il reprend comme lieutenant le commandement d'une escadrille du Groupe 2/18 pour participer à la Libération de la poche de Royan le 1er décembre 1944. Il fait l'objet d'une cinquième citation remise par le général de Gaulle. Il est également décoré de la Distinguished Flying Cross américaine. La guerre finie, il entre alors au Centre d'essais en vol (CEV) à Marignane.

### L'Après-Guerre
Le 1er mars 1946, il est engagé comme pilote d'essai à la Société nationale des constructions aéronautiques du Nord (SNCAN), pour les essais du SUC-10 Courlis, avion de tourisme assez révolutionnaire, prototype sur lequel il trouvera la mort en meeting aérien à Villacoublay le 6 juillet 1947.

## Hommages
Une plaque à sa mémoire a été posée au Musée de l'Air et de l'Espace sur l'aéroport du Bourget.